# Basler Bankierverein
Der Basler Bankierverein war ein Konsortium Basler Privatbanken. Er agierte als Emissionssyndikat dieser Banken. Auf diese Weise konnten Industrie- und Eisenbahnprojekte besser finanziert werden. Der Basler Bankiersverein ist einer der Vorläufer der heutigen Schweizer Grossbank UBS.

## Geschichte
Der „Basler Bankierverein“ wurde 1854 von sechs Privatbanken gegründet:
- Bischoff zu St. Alban
- Ehinger & Cie.
- J. Merian-Forcart
- Passavant & Cie.
- J. Riggenbach
- von Speyr & Cie.

Dieses Konsortium agierte als Emissionssyndikat der beteiligten Banken. Ziel war die bessere Finanzierung von Industrie- und Eisenbahnprojekten. Nach dem Deutsch-Französischen Krieg setzte ein wirtschaftlicher Aufschwung ein, der zu einem weiter steigenden Kapitalbedarf führte. Um dieser Entwicklung Rechnung zu tragen, gründete 1871 der „Basler Bankierverein“ gemeinsam mit dem Berliner Bankverein, dem „Frankfurter Bankverein“, dem „Wiener Bankverein“ und einigen anderen Banken eine Aktiengesellschaft mit Sitz in Basel unter dem Namen Basler Bankverein. Bereits im Jahre 1872 öffnete der erste Schalter dieser neuen Bank. 1896 fusionierte der „Basler Bankverein“ mit dem „Zürcher Bankverein“ zum „Basler & Zürcher Bankverein“. Nachdem dieser 1897 die „Schweizerische Unionbank“ in St. Gallen und die „Basler Depositenbank“ erworben hatte, benannte er sich im selben Jahr in „Schweizerischer Bankverein“ (SBV) um.
Der „Schweizerische Bankverein“ fusionierte 1998 mit der „Schweizerischen Bankgesellschaft“ (SBG) zur neuen Grossbank UBS.